# مارسيلو بالو
مارسيلو بالو (بالإسبانية: Marcelo Palau) (1 أغسطس 1985 بمونتفيدو في الأوروغواي - ) هو لاعب كرة قدم أوروغواني في مركز الوسط. لعب مع أتلتيكو باراناينسي ورامبلا جونيورز وسوسيداد ديبورتيفو كيتو وكروز آزول ومونتيفيديو واندررز ونادي بويبلا وناسيونال مونتيفيديو وأتيناس دي سان كارولس وأتلتيكو لينينسي ونادي غواراني (نادي كرة قدم).

## وصلات خارجية
- مارسيلو بالو على موقع إي إس بي إن إف سي (الإنجليزية)
- مارسيلو بالو على موقع قاعدة بيانات كرة القدم.إي يو (الإنجليزية)
- مارسيلو بالو على موقع Soccerway.com (الإنجليزية)
- مارسيلو بالو على موقع AS.com (الإسبانية)